# Gölbner
Gölbner är ett berg i Österrike.   Det ligger i distriktet Lienz och förbundslandet Tyrolen, i den centrala delen av landet, 300 km sydväst om huvudstaden Wien. Toppen på Gölbner är 2 943 meter över havet.
Terrängen runt Gölbner är huvudsakligen bergig, men den allra närmaste omgivningen är kuperad. Närmaste större samhälle är Matrei in Osttirol, 19,5 km norr om Gölbner. 
I omgivningarna runt Gölbner växer i huvudsak blandskog. Runt Gölbner är det ganska glesbefolkat, med 26 invånare per kvadratkilometer.